# Scilla dimartinoi
Scilla dimartinoi là một loài thực vật có hoa trong họ Măng tây. Loài này được Brullo & Pavone miêu tả khoa học đầu tiên năm 1987.